# 山田沙知子
山田 沙知子（やまだ さちこ、1982年10月15日 - ）は、日本の元競泳選手。現在は水泳指導者、フィジカルトレーナー。種目は自由形長距離。身長177センチ、体重64キロ。A型。

## 経歴
大阪府生まれ。2歳の頃から近所のピープルスポーツクラブ（コナミスポーツの前身）で水泳を始め、小学生の頃からその活躍ぶりは注目を集めた。小学6年生当時、1994年11月13日開催のJSCA近畿ブロック対抗大会で女子400m自由形の日本学童記録（4分20秒82）を打ち立てた。
恵まれた体格でその後も着実に力をつけ、1998年、須磨学園高等学校に進学。在学時は「将来のメダル候補」と目されており、2000年、3年生でシドニー五輪に出場。400m自由形では予選敗退したものの、800m自由形で日本選手初の決勝進出を果たし8位に入賞した。
2001年、関西大学文学部に進学するが、メダルが期待された世界選手権福岡大会では400m自由形予選敗退、800m自由形8位、世界選手権オリジナル種目の1500m自由形では7位にとどまった。高地でのオーバートレーニングで極度の貧血となっていた。
2003年、世界選手権バルセロナ大会では福岡大会と同じ3種目で代表にエントリーするも、いずれも予選敗退。常にオリンピックと世界選手権の最終選考会となる日本選手権では、五輪や世界選手権で金メダル獲得に匹敵する記録を出すものの、代表に選ばれて出場した本番では精神面の弱さのために自己ベストを大きく下回る記録で予選敗退するケースが多かった。
アテネ五輪の代表選考を兼ねた2004年の日本選手権では、400m自由形でその年世界2位の記録（4分7秒62）、800m自由形でその年世界1位の記録（8分23秒68）を出して代表選出されたものの、本番では400m自由形が4分10秒91で6位、800m自由形でも8分36秒48で予選敗退に終わり、結果的に日本選手権で山田に敗れたものの800m自由形で金メダルを獲得した柴田亜衣の引き立て役になった。
大学卒業後はコナミスポーツの契約社員となって競技生活を続けたものの、怪我もあり低迷。
2008年の日本選手権では800メートルに絞るも決勝進出を逃し、北京オリンピック代表になれなかった。そのタイムは自身の中学時代のベストをも下回った。そして五輪直前の7月29日、自身のブログで競技からの引退を表明した。引退によりコナミスポーツに正式採用され、裏方として働きながら時折ジュニア世代などの指導に全国を飛び回っていた模様である。
現在は愛知県を拠点として、フィットネスクラブ「IMPACT BODY NAGOYA」のトレーナーを務めており、女子プロゴルファー・金田久美子のフィジカルトレーニングを担当している。

## 日本記録
全て自由形での記録
| 距離                  | タイム   | 大会名                         |
| --------------------- | -------- | ------------------------------ |
| 800m                  | 8.23.68  | 2004年日本選手権               |
| 1500m                 | 16.06.13 | 2004年全米春季選手権           |
| 400m(短水路)          | 4:01.04  | 2004年コナミスポーツ招待大会   |
| 800m(短水路)          | 8:13.35  | 2004年コナミスポーツ招待大会   |
| 1500m(短水路)         | 15:51.68 | 2003年コナミスポーツ招待大会   |
| 400m(高校記録)        | 4:09.80  | 2000年日本選手権               |
| 800m(高校記録)        | 8:32.83  | 1999年USオープン               |
| 1500m(高校記録)       | 16:18.95 | 2000年ミッションビエホ国際     |
| 400m(高校短水路記録)  | 4:04.38  | 2001年JOC春季JOカップ          |
| 800m(高校短水路記録)  | 8:17.70  | 2001年JOC春季JOカップ          |
| 1500m(高校短水路記録) | 16:05.49 | 1999年ピープル招待大会         |
| 1500m(中学記録)       | 16:38.95 | 1996年サンタクララ国際         |
| 1500m(中学短水路記録) | 16:24.51 | 1997年ピープル招待大会         |
| 400m(学童短水路記録)  | 4:20.82  | 1994年JSCA近畿ブロック対抗大会 |

なお、800mの記録8分23秒68は、記録を出してから16年以上経った2021年3月現在も破られていない。